# Tomești (Iași)
Tomeşti es una comuna ubicada en el distrito de Iași, Rumania.

## Superficie
Cuenta con una superficie de 36,61 kilómetros cuadrados.

## Demografía
Hasta 2021 la población era de 12 169 habitantes, con una densidad de población de 332,4 habitantes por kilómetro cuadrado.